# Вайтарани

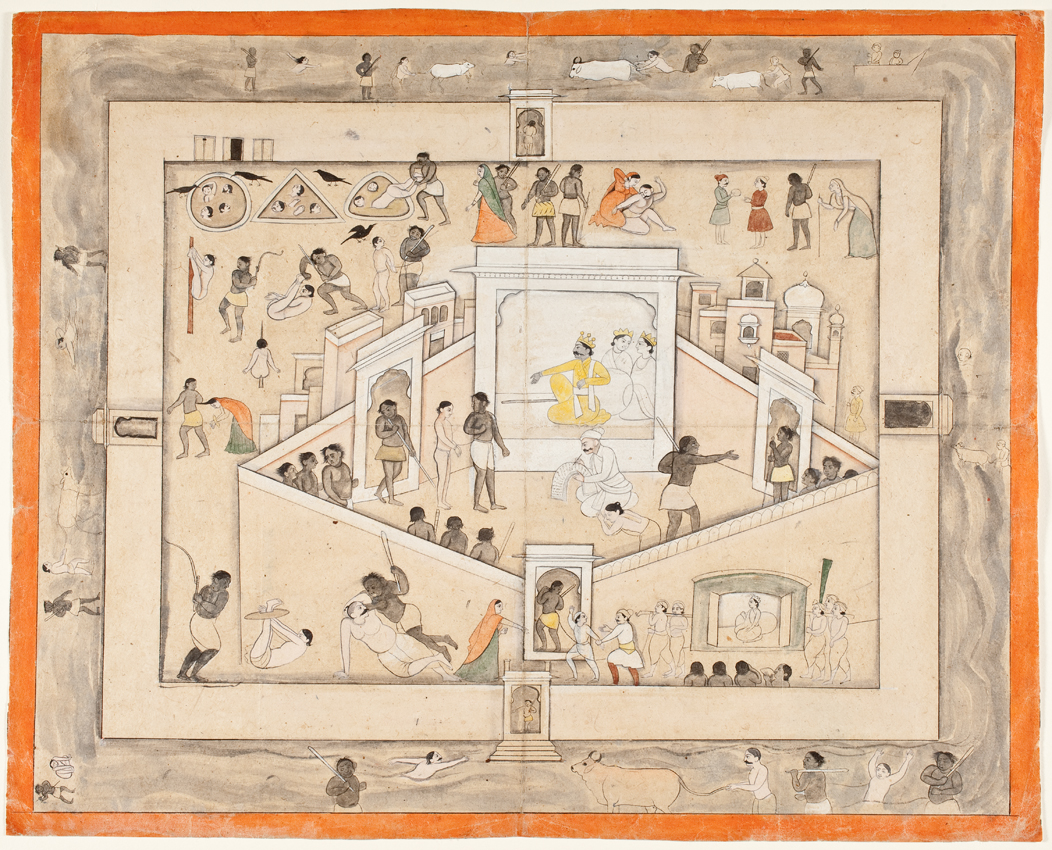
Суд Ямы, бога смерти. Индийская миниатюра, ок. 1800 г. (Путь в царство Ямы преграждает река Вайтарани)

Вайта́рани (IAST: Vaitaraṇī, «Переправляющая»), Вайта́рна — в индуистской мифологии река, протекающая в царстве бога смерти Ямы, или, по другим описаниям, разделяющая мир живых и мир мёртвых.

## Мифология древней Индии
В индуистской мифологии священная река Вайтарани занимает особое сакральное место, и упоминается во многих древних ведических преданиях — «Махабхарате», «Рамаяне», «Гаруда-пуране» и других. Так в древнем мифе о «Вторжении ракшасов в царство Ямы», где описывается вторжение царя демонов-ракшасов Раваны в царство бога смерти Ямы, говорится:

Там он увидел кровавую реку Вайтарани, в которой, испуская жалобные вопли, плавали грешники, расплачивающиеся муками за совершённые при жизни злые деяния. На берегах той реки другие грешники, погружённые в раскалённый песок, претерпевали ужасные страдания.
Там росли деревья с шипами и мечами вместо листьев, и те шипы и мечи кололи и резали тела грешников. Жестокие слуги Ямы мучили несчастных огнём и острыми копьями, их грызли собаки и поедали черви, и Равана увидел там сотни и тысячи обречённых на страдания, мучимых голодом и жаждой, бледных, исхудавших, покрытых грязью и кровью и громко вопящих от боли.
Но там же, в обители Ямы, Равана увидел души добродетельных, наслаждающиеся в красивых чертогах сладкозвучной музыкой и пением, ласками прекрасных дев и обилием риса, молока и всяческих яств.

## Гаруда-пурана
В древнем предании Гаруда-пуране изложены наставления бога Вишну своей вахане Гаруде. В главе «Описание пути Ямы» (пути грешника в царство бога смерти Ямы) описывается священная река Вайтарани:

15—17. На середине пути течёт до крайности ужасающая река Вайтарани, вид которой вызывает чувство страдания, при одном упоминании о ней охватывает страх. Она протекает на сотню йоджан — непроходимый поток гноя и крови, с кучами костей на берегах, с грязью из плоти и крови. Через неё нет брода, берега заболочены, она непроходима для грешника, так как полна крокодилов и переполнена сотнями внушающих ужас птиц.
18—20. Когда река видит, что приближается грешник, то она изрыгает пламя и дым, кипит, как масло на сковородке, о Таркшйа! Она покрыта по всей поверхности мириадами жалящих насекомых, кишит огромными стервятниками и воронами с железными клювами, наполнена морскими свиньями, крокодилами, пиявками, рыбами, черепахами и другими плотоядными морскими животными.
24—26. Вся её поверхность покрыта скорпионами и чёрными змеями; для тех, кто упадет в неё, нет никакого спасения. Сотни тысяч водоворотов увлекают грешника ко дну, где он остаётся некоторое время и затем снова всплывает наверх. О Птица, эта река была создана для того, чтобы грешник свалился в неё. Её трудно перейти, она источник огромных несчастий, которые невозможно представить.
— Гаруда-пурана
В брахманизме, и некоторых других дхармических религиях, существует особый обряд, проводимый брахманом, после которого грешник обретает спасение от перехода ужасной реки Вайтарани на пути в царство бога смерти Ямы. В главе «Описание даров для умершего» говорится:

85—86. Независимо от того, здорово ли тело или больное, необходимо соблюсти обряд Вайтарани. Мудрый человек, желающий перейти реку, должен принести в дар корову. Эта река, о, Птица, не появляется на Великом Пути после дарения коровы. Следовательно, необходимо дарить корову во всякое священное время.
— Гаруда-пурана

## В других культурах
Река Вайтарани отождествляется с рекой Стикс у древних греков, протекающей в обители бога смерти Аида.